# Marathon van Houston 2013
De marathon van Houston 2013 (ook wel Chevron Houston) vond plaats op zondag 13 januari 2013. Het was de 41e editie van deze marathon. 
Bij de mannen won de Ethiopiër Bazu Worku de wedstrijd in 2:10.17. Zijn landgenote Merima Mohammed was de eerste aankomende vrouw in een tijd van 2:23.37. 

## Uitslagen

### Mannen
| rang   | naam           | land | tijd    |
| ------ | -------------- | ---- | ------- |
| Goud   | Bazu Worku     | ETH  | 2:10.17 |
| Zilver | Teferi Balcha  | ETH  | 2:12.50 |
| Brons  | Solomon Molla  | ETH  | 2:14.37 |
| 4      | Birhanu Gedefa | ETH  | 2:15.21 |
| 5      | Dereje Abera   | ETH  | 2:17.09 |
| 6      | Teshome Etana  | ETH  | 2:17.15 |
| 7      | Andrew Carlson | USA  | 2:17.16 |
| 8      | Debebe Tolossa | ETH  | 2:18.47 |
| 9      | Scott Wietecha | USA  | 2:18.52 |
| 10     | Sergio Reyes   | USA  | 2:19.27 |

### Vrouwen
| rang   | naam                  | land | tijd    |
| ------ | --------------------- | ---- | ------- |
| Goud   | Merima Mohammed       | ETH  | 2:23.37 |
| Zilver | Buzunesh Deba         | ETH  | 2:24.26 |
| Brons  | Meskerem Assefa       | ETH  | 2:25.17 |
| 4      | Meseret Legese        | IRL  | 2:30.31 |
| 5      | Olena Burkovska       | UKR  | 2:34.56 |
| 6      | Tera Moody            | USA  | 2:39.10 |
| 7      | Kelly Calway          | USA  | 2:41.53 |
| 8      | Andrea Walkonen       | USA  | 2:43.47 |
| 9      | Laleh Mojtabaeezamani | USA  | 2:53.36 |
| 10     | Angela Spadafino      | USA  | 2:53.48 |

1972 ·
1973 ·
1974  ·
1975 ·
1976 ·
1977 ·
1978 ·
1979 ·
1980 ·
1981 ·
1982 ·
1983 ·
1984 ·
1985 ·
1986 ·
1987 ·
1988 ·
1989 ·
1990 ·
1991 ·
1992 ·
1993 ·
1994 ·
1995 ·
1996 ·
1997 ·
1998 ·
1999 ·
2000 ·
2001 ·
2002 ·
2003 ·
2004 ·
2005 ·
2006 ·
2007 ·
2008 ·
2009 ·
2010 ·
2011 ·
2012 ·
2013 ·
2014 ·
2015 ·
2016 ·
2017